# Barry Redden
Barry Redden (Sarasota, 21 luglio 1960) è un ex giocatore di football americano statunitense che ha militato nel ruolo di running back nella National Football League (NFL).

## Carriera
Al college Redden giocò a football all'Università di Richmond. Fu scelto nel corso del primo giro (14º assoluto) del Draft NFL 1982 dai Pittsburgh Steelers. Rimase con essi fino al 1986, giocando principalmente come riserva del running back membro della Pro Football Hall of Fame Eric Dickerson. Dopo la sua prima stagione fu premiato come miglior rookie della squadra. Chiuse la carriera militando nei San Diego Chargers (1987-1988) e nei Cleveland Browns (1989-1990).